# Insulele Komandore

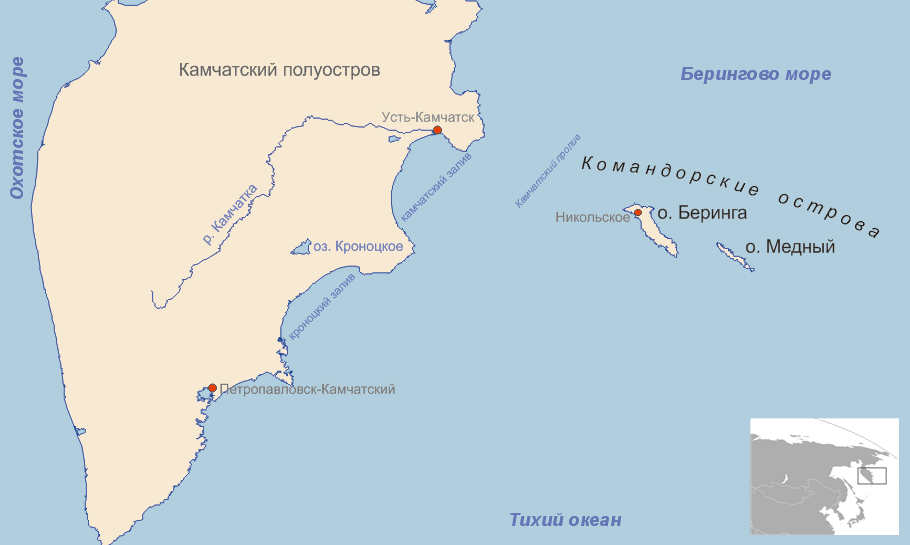
Insulele Komandore

Insulele Komandore (în rusă Командо́рские острова́, Komandorskie ostrova) sau arhipelagul Komandor este un grup de insule care aparține Federației Ruse, situate în nord-vestul Oceanului Pacific (Marea Bering), la 200 km est de peninsula Kamceatka. Au o suprafață de 1.848 km2. Relieful este vulcanic (înălțimea maximă 751 m). Arhipelagul este format din Insula Bering (lungimea 90 km, lățimea  24 km), Insula Mednîi⁠(d) (lungimea 56 km, lățimea  5–7 km), și cincisprezece alte insule mai mici, dintre care cele mai mari sunt Toporkov și Insula Arîi. Administrativ, ele compun Districtul Aleuțki din Regiunea Kamceatka. Industria: vânat, pescuit.